# Pliotaxidea
A Pliotaxidea az emlősök (Mammalia) osztályának ragadozók (Carnivora) rendjébe, ezen belül a menyétfélék (Mustelidae) családjába tartozó fosszilis nem.

## Tudnivalók
A Pliotaxidea-fajok Észak-Amerikában éltek a pliocén kor idején. Más amerikai borzformához hasonlóan, ezekből is igen kevés kövület maradt hátra; csak néhány fog és állkapocs törmelék. Emiatt legelőször úgy vélték, hogy a ma élő amerikai borznak (Taxidea taxus) egy fosszilis rokonáról van szó, így E. M. Butterworth Taxidea nevadensis-nek nevezte el. Aztán 1944-ben, E. R. Hall további kutatások következtében rájött, hogy egy egészen más emlősnemről van szó, így megalkotta a Pliotaxidea nemet.

## Rendszerezés
A nembe az alábbi 2 faj tartozik:
- Pliotaxidea garberi Wagner, 1976
- Pliotaxidea nevadensis Hall, 1944 - típusfaj

### Fordítás
- Ez a szócikk részben vagy egészben  a   Pliotaxidea című katalán Wikipédia-szócikk ezen változatának fordításán alapul.  Az eredeti cikk szerkesztőit annak laptörténete sorolja fel. Ez a jelzés csupán a megfogalmazás eredetét és a szerzői jogokat jelzi, nem szolgál a cikkben szereplő információk forrásmegjelöléseként.